# Río Tres Quebradas (Illapel)
El río Tres Quebradas o río de las Tres Quebradas es un curso de agua que fluye en la Región de Coquimbo en la frontera entre Argentina y Chile. El río drena la parte norte de la cuenca del río Illapel, y es, en importancia, es el segundo afluente principal del río Illapel.

## Trayecto
El río Tres Quebradas nace en la cordillera de los Andes, a nivel de la falda del paso Los Helados. Tras su nacimiento recorre hacia el noroeste un cajón estrecho de altas laderas y recibe las aguas del río Polcura y gira al oeste donde vierte sus aguas en el río Illapel.

## Caudal y régimen
La subcuenca del río Illapel desde su origen en la cordillera a su desembocadura en el río Choapa, posee un régimen nival, con poca influencia pluvial en la parte baja del río, esto es la parte del río Traes Qubradas. En años húmedos los mayores caudales se observan entre noviembre y diciembre, producto de deshielos cordilleranos. En años con pocas lluvias los caudales permanecen constantes a lo largo del año, con solo pequeños aumentos en junio a octubre, producto de bajas precipitaciones invernales. En la parte baja del río Illapel se observan severos estiajes entre noviembre y abril, debido principalmente al uso del agua para el riego de zonas agrícolas ubicadas a orillas de este río. El período de menores caudales para esta subcuenca ocurre en el trimestre abril-junio.: 53 

## Historia
Luis Risopatrón escribió en 1924 en su obra Diccionario Jeográfico de Chile sobre el río:: 195 
Tres Quebradas (Río de las). Recibe las aguas de las faldas W del cordón limitaneo con la Arjentina, corre hacia el W i se vacía en la marjen E del rio Illapel, en La Junta; en su cajón encuentra pasto al principio de la temporada de verano, es de pendiente relativamente suave i lleva un sendero despejado, salvó en la parte inferior, dónde es algo estrecho para los animales cargados.